# Arnold Engelbrecht

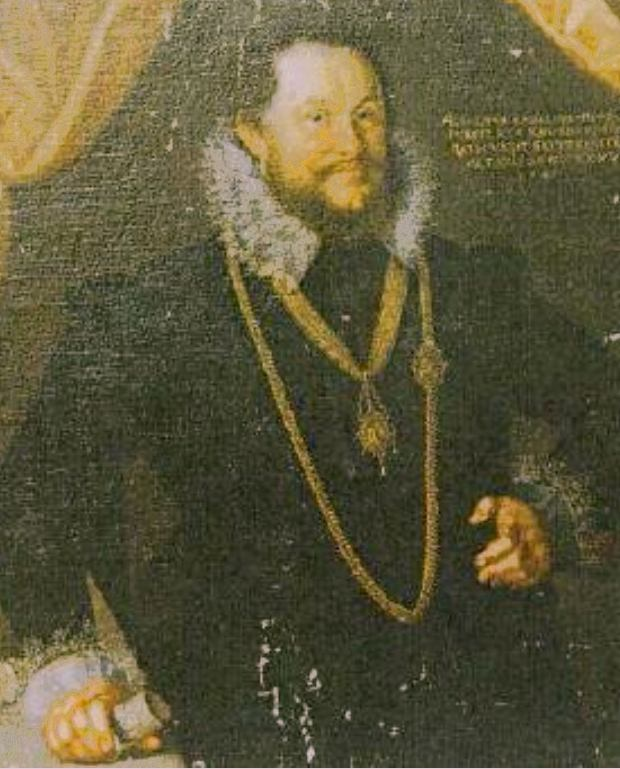
Arnold Engelbrecht im Alter von 38 Jahren in Halle. Die an je einer langen und kurzen Kette hängenden Gnadenpfennige, die der Verleihung eines Ordens entsprachen, zeigen in einer Goldmedaille den Geber, hier den Herzog Christian von Braunschweig-Lüneburg. Auf dem Bildnis wird dadurch Engelbrechts Stellung als hoher magdeburgischer Beamter betont.

Arnold Engelbrecht (* 15. Dezember 1582 in Wernigerode; † 20. August 1638 in Wildungen) war Kanzler des Fürstentums Braunschweig-Wolfenbüttel zu Zeiten des Dreißigjährigen Krieges.

## Herkunft
Er war Sohn des gräflich-stolbergischen Hüttenfaktors und Bürgermeisters sowie Ratsherrn in Wernigerode, Martin Wolfgang Engelbrecht (1532–1591) und der Elisabeth Juliana Röber (* 1550 in Wernigerode; † 1617 ebenda). Er hatte zwei Geschwister: Martin Engelbrecht (1580–1617) war Amtmann in Harbke, die Schwester Anna Margarethe (* 1581) heiratete Simon Malsius. Schon der Großvater war als Faktor einer Eisenhütte in Ilsenburg durch Handel mit Metallen und Messinglegierungen, gewonnen aus den stolbergischen Eisensteinbergwerken, und als Verwalter des dortigen Klosters zu Wohlstand gekommen.

## Leben
Arnold Engelbrecht studierte Jura in Helmstedt und Bologna und unternahm eine Bildungsreise nach Frankreich. Um 1610 trat er zunächst als Beamter für das Münzwesen in die Dienste des Administrators Christian Wilhelm. 1613 wurde er zum fürstlich-magdeburgischen Hofrat und Salzgraf in Halle. Nachdem er schon als Rat bedienstet war, wurde er am 23. Februar 1613 in Helmstedt zum Dr. beyder Rechte promoviert. Er hatte eine Inaugural-Dissertation unter Heinrich Cludio abgelegt, die mehrmals, so 1614, neu aufgelegt wurde. Zudem verfasste er weitere staatsrechtliche Schriften. In seiner Zeit in Halle stand ihm jedes Jahr der Gewinn mehrerer Salzwerke zu und er besaß ebendort ein Haus am Pflam.
Engelbrecht nahm sodann eine Stelle als fürstlich braunschweigisch-lüneburgischer Geheimrat beim Herzog Friedrich Ulrich an und zog 1627 mit seiner Familie (zehn Kinder aus erster Ehe, von denen vier früh verstarben) nach Braunschweig. Um 1631 war er Kanzler des Fürstentums Braunschweig-Wolfenbüttel. Er wurde Erbsasse auf dem Engelbrechten’schen Hof als freier Sattelhof zu Gronau (1632 Belehnung durch Herzog Friedrich Ulrich) und auf den Rittergütern Voldagsen und Riedeburg, wobei letzteres (heute Reideburg) während des Dreißigjährigen Krieges zerstört wurde und etwa vier Jahre lang nicht bewirtschaftet werden konnte. Das Rittergut Voldagsen, darin umfasst auch ein Gebiet um das ehemalige Kloster Marienau, blieb bis 1697 bei der Familie Engelbrecht, und ging dann durch einen Vergleich an die Familie von Münchhausen-Schwöbber über.
Als Kanzler war Engelbrecht maßgeblich an diplomatischen Verhandlungen für seinen willensschwachen Herzog unter den ungünstigen Bedingungen des Dreißigjährigen Krieges beteiligt und hat dabei erhebliche Leistungen für das Land vollbracht.
Trotz des Bündnisses mit Dänemark sah sich Friedrich Ulrich der Eroberung seiner Länder durch kaiserliche Truppen ausgesetzt. Das Stift Hildesheim sollte an den Erzbischof von Köln übertragen werden. Die herzogliche Hofhaltung und auch Engelbrechts Amtsstube standen zunächst bis 1631 unter Aufsicht der kaiserlichen Besatzung in Wolfenbüttel, danach erfolgte die Verlegung in das nicht besetzte Braunschweig.
Auf dem Kreistag am 27. Januar 1634 in Halberstadt wurde eine Kooperation zwischen den Schweden und den braunschweig-lüneburgischen Herzögen beschlossen. Die Richtlinien für das gemeinsame Vorgehen der Herzöge und eine Klarstellung der Lage wurden dabei zuvor in einer dem Kanzler Engelbrecht zugeschriebenen Schrift dargelegt.
Nach dem Tod des kinderlosen Herzogs Friedrich Ulrich am 11. August 1634 wurde dem Kanzler Engelbrecht und seinen geheimen Räten sogar die Verwaltung der Fürstentümer übertragen, da die verbleibenden Linien des Hauses Braunschweig-Lüneburg sich nicht über Erbfolge und Aufteilung der Herrschaft einigen konnten.
Die Situation im Dreißigjährigen Krieg änderte sich kurzfristig nach dem Frieden von Prag, als der vormals ein schwedisches Generalat von Gustav II. Adolf innehabende Georg von Calenberg, durch seine Brüder beeinflusst, am 31. August 1635 dem Friedensvertrag beigetreten war. Zur Wahrung der Neutralität zwischen Kaiser und Schweden übernahm Herzog Georg im Jahr 1636 den Oberbefehl über eine nun unabhängige kleine Armee.
Engelbrecht leitete Verhandlungen im Januar 1638, in denen er für Herzog Georg dessen Bruder Friedrich von Celle und Herzog August den Jüngeren zur Hilfe verpflichtete. Dieses waren die letzten für die braunschweig-lüneburgischen Herzogtümer bedeutsamen Verhandlungen, die unter Kanzler Arnold Engelbrecht stattfanden. Bei einem Kuraufenthalt am Sauerbrunnen zu Wildungen verstarb er am Tag seiner geplanten Rückreise am 20. August 1638. Sein Leichnam wurde im Dom zu Hildesheim am 6. September 1638 aufgebahrt, am 7. September nach Hannover überführt und dort in der Marktkirche beigesetzt.

## Familie
Er heiratete in erster Ehe am 2. März 1612 in Halle Anna Maria Margaretha geb. Stisser (* 30. April 1594 in Halle; † 3. Nov 1629 in Leipzig), eine Tochter des Kanzlers Kilian Stisser, die über einige Bildung verfügte und rechnen, schreiben und lesen konnte. Nach deren Tod auf einer Reise nach Leipzig, auf der sie ihren Mann begleitet hatte, schloss er am 21. November 1632 in Braunschweig seine zweite Ehe mit Anna geb. Neefe (* 10. August 1599 in Chemnitz; † 5. April 1661 in Leipzig, Tochter des Paul Neefe, † 1600, Ratsherr und Handelsmann zu Chemnitz, und der Anna geb. Roeber, † 1618), der Witwe des Hofrats Arnold Prein (auch Preuer).
Seine Kinder waren unter anderen:
aus erster Ehe
- Christian Wilhelm Johann Engelbrecht (* 13. Dezember 1612 in Halle; † 17. Juli 1675 Oesdorf, Bürgermeister von Einbeck, Landrentmeister in Hannover; ⚭ (1) 22. Oktober 1639 in Einbeck Catharina Peträus (* 31. Dezember 1620 in Einbeck; † 21. Juni 1651 ebenda); ⚭ (2) 31. August 1652 Anna Catharina Schrader (* 16. September 1630 in Braunschweig; † 11. Dezember 1686 in Plön); zu Nachkommen siehe dort
- Anna Margaretha Engelbrecht (* 1614 in Halle; † 1664 in Hildesheim) ⚭ 1636 Ferdinand Lüdecke, Riedemeister in Hildesheim
- Chilian Engelbrecht (* 19. Januar 1616 in Halle; † 9. Januar 1680 ebenda), Jurist
- Dorothea Engelbrecht  (* 3. September 1617 in Halle; † 20. Januar 1682 in Celle); ⚭ Theodor (Dietrich) Conerding (* 15. März 1611 Bückeburg; 30. Juli 1684 in Celle)[6], Dekan des Stifts Bardowik, Leibmedicus des Kurfürsten Friedrich Wilhelm und der Herzöge Georg Wilhelm und Ernst August von Braunschweig-Lüneburg, Sohn des Leibmedicus Hermann Konerding (* 29. Oktober 1562 Hildesheim; † 27. Juni 1626 Braunschweig) und der Anna Maria von Vechelde (* 5. September 1578 Braunschweig; † 21. November 1615 Bückeburg)[7]
  - Anna Margaretha Konerding (* 28. September 1640 Hannover; † 24. Oktober 1708 Göttingen); ⚭ Otto Riepenhausen (* 1633; † 1702 Göttingen)
    - Otto Arnold Riepenhausen (* 17. Juli 1666 Göttingen; † 29. März 1698 Celle), Mediziner und Stadtphysikus; ⚭ Dorothea Christiani[8]

  - Catharina Elisabeth Konerding (* 20. Dezember 1641 Hannover; † 25. April 1711); ⚭ 11. September 1660 Georg Christiani (* 1622; † 1684), fürstlich braunschweig-lüneburgischer Kammermeister
    - Dorothea Christiani (* 6. Februar 1675 Celle; † 15. Juli 1725 ebenda); ⚭ 10. Oktober 1693 mit Otto Arnold Riepenhausen

  - Maria Elisabeth Konerding (* 16. Februar 1647 in Hannover; † 14. Februar 1722 in Braunschweig); ⚭ mit dem preußischen Kurfürstlichen Rat und Leibmediziner Martin Willich (* 6. August 1643 in Hamburg; † 4. Januar 1697 in Cölln/Spree)
    - Henrietta Willich (* 12. Oktober 1681); ⚭ am 20. Mai 1717 mit Andreas Julius Bötticher

  - Christian Arnold Konerding (* 1650 Hannover; † 23. Juli 1678 Celle), Leibmedicus in Celle[9]

aus zweiter Ehe
- Julius Arnold Engelbrecht (* 28. Mai 1635; † 16. April 1675 in Wolfenbüttel), Jurist und Hofrat
- Anna Eleonora Engelbrecht (* 1637; † 1660) ⚭ Johann Jakob von Ryssel
- Georg Engelbrecht der Ältere (* 1638; † 1705), Hochschullehrer an der Universität Helmstedt und braunschweigisch-lüneburgischer Rat; ⚭ (1) Oktober 1669 Margaretha Schrader, Tochter des Christoph Schrader und Enkelin des Bruders Ernst Stisser (1595–1636) der Anna Margaretha Stisser
  - Georg Engelbrecht (* 1680; † 1735),  erhielt in Wien am 2. Oktober 1727 eine kaiserliche Adelserneuerung als von Engelbrechten in der irrigen Annahme einer Abstammung aus einem alten elsässischen Adelsgeschlecht. Die kurfürstliche Anerkennung der Nobilitierung erging am 15. Oktober 1728 in Hannover.

## Schriften (Auswahl)
- De jurisdictione tum veteris rei publicae romanae, tum translato imperio ad Germanos imperatoris, Helmstedt 1613
- Quaestiones ad Tit. VII aureae Bullae de successione in electoralibus ex jure primogeniturae, Halle 1614, Gießen 1621